# DS振動カートリッジ
DS振動カートリッジ（DSしんどうカートリッジ）は、任天堂から販売されたニンテンドーDSに振動機能を付加する周辺機器。ニンテンドーDS、DS Liteのゲームボーイアドバンス用スロットに差し込んで使用する。
ニンテンドーDSiシリーズ、ニンテンドー3DSシリーズではGBA用スロットが搭載されていないため使用できない。

## 概要
形状はGBA用カートリッジと同一（従ってニンテンドーDS Liteに装着した場合は本体から1cm程はみ出る）。振動デバイスは単振動のアルプス電気製フォースリアクタを用いている。
2006年1月19日、『メトロイドプライム ピンボール』にDS振動カートリッジが同梱として発売。3月、単品が任天堂ホームページでオンライン販売を開始。店頭では単品販売はされていない。

## DS Lite振動カートリッジ

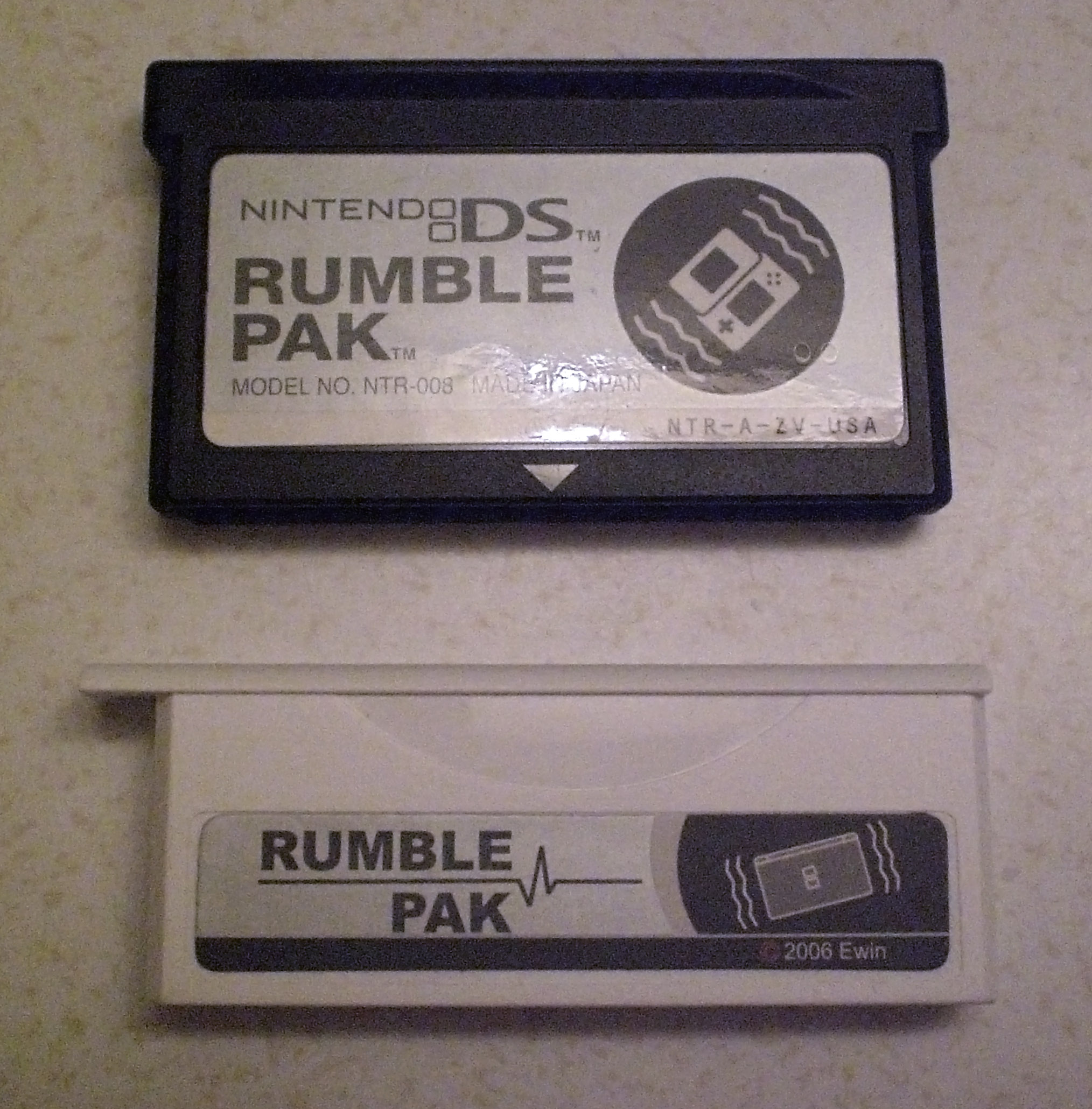
DS Lite振動カートリッジ（下）

2006年5月29日、ニンテンドーDS Lite専用としてオンラインで販売された。GBAコネクタカバーやメモリー拡張カートリッジと同様の形状で、本体からはみ出さずに装着できるが従来のDSでは使用不可。

## 対応ソフト
- マリオ&ルイージRPG2
- メトロイドプライム ピンボール - DS振動カートリッジ同梱
- 瞬感パズループ
- メトロイドプライム ハンターズ
- スターフォックス コマンド
- 激闘!カスタムロボ
- パワプロクンポケット9
- 麻雀格闘倶楽部DS
- ぷよぷよ! Puyopuyo 15th anniversary
- ウィッシュルーム 天使の記憶
- ピクロスDS
- ぼくは航空管制官DS
- Wi-Fi対応世界のだれでもアソビ大全 - 表記は無いが対応している。
- 燃えろ!熱血リズム魂 押忍!闘え!応援団2
- トレジャーガウスト ガウストダイバー
- シータ
- タンクビート2 激突! ドイツ軍vs.連合軍
- スペースインベーダーエクストリーム
- 赤川次郎ミステリー 夜想曲 -本に招かれた殺人-
- 爆走デコトラ伝説 BLACK
- 大合奏!バンドブラザーズDX
- ひぐらしのなく頃に絆各巻
- カルドセプトDS
- 赤川次郎ミステリー 月の光 -沈める鐘の殺人-
- カスタムバトラー ボンバーマン
- 赤い糸DS
- 赤い糸destinyDS
- スペースインベーダーエクストリーム2
- ニード・フォー・スピード ナイトロ
- ラストウィンドウ 真夜中の約束

一部の海外製ソフト（Elite Beat Agentsなど）にも対応している。